# Eremaphanta zhelochovtsevi
Eremaphanta zhelochovtsevi is een vliesvleugelig insect uit de familie Melittidae. De wetenschappelijke naam van de soort is voor het eerst geldig gepubliceerd in 1957 door Popov.